# Jeremy (canção)
"Jeremy" é uma canção da banda estadunidense de rock Pearl Jam. A letra foi escrita pelo vocalista Eddie Vedder e a parte instrumental, pelo baixista Jeff Ament. "Jeremy" foi lançada em 1992 como o terceiro single do primeiro álbum do Pearl Jam, Ten, de 1991. Ela originalmente não entrou nas paradas da Billboard Hot 100, uma vez que não foi lançada como single comercial os EUA na época, mas um relançamento em julho de 1995 finalmente a trouxe até o número 79. Em 2004, a canção foi incluída no álbum greatest hits da banda chamado Rearviewmirror: Greatest Hits 1991-2003. Uma versão remixada da canção foi incluída na reedição do álbum Ten em 2009.
A música ganhou notoriedade com o lançamento do videoclipe (dirigido por Mark Pellington e lançado em 1992), ao qual passou inúmeras vezes na MTV e se tornou um hit. Em 1993, o clipe de "Jeremy" ganhou quatro MTV Video Music Awards, incluindo o de "Melhor Vídeo do Ano".

## Origem e gravação
A letra de "Jeremy" foi escrita pelo vocalista Eddie Vedder e a parte instrumental, pelo baixista Jeff Ament. A música foi composta antes da banda sair em turnê com o Alice in Chains em Fevereiro de 1991.
Ament sobre a música:
| “ | Eu já tinha uns dois pedaços de música que eu havia composto num violão... já tendo em mente que iria tocá-los num baixo Hamer de 12 cordas que eu acabara de comprar. Quando o baixo chegou, um dos pedaços virou "Jeremy".... Eu tinha uma ideia para a conclusão da música quando nós estavamos gravando ela pela segunda vez... Eu adicionei à musica o baixo de 12 cordas, e um violoncelo. Aquilo era uma gravação de alto nível, para nós... o super talentoso engenheiro-músical Stone [Gossard, guitarrista da banda] de Rick [Parashar] estava doente um dia, então Ed, Rick e eu criamos as partes que iniciam e encerram a música. Aquilo foi muito divertido-Eu queria fazer um álbum inteiro daquele jeito. | ” |

Em outra entrevista, Ament comenta:
| “ | Nós sabiamos que era uma música boa, mas foi difícil encaixar o refrão e a conclusão, sem fazer com que a coisa soasse ruim. A música quase não entrou no álbum e acabou se tornando uma das melhores. Eu não sei se é a melhor música do álbum, mas é muito boa. Em "Jeremy" eu sempre ouvia essa melodia nos refrões e no final, mas nunca soava bem com a guitarra ou baixo. Então nós trouxemos um violoncelista que acabou inspirando um back vocal, e essas coisas fizeram com que a música se encaixasse. Na maior partes das vezes em que as coisas não dão certo, eu simplesmente digo "que se foda"-mas naquele caso a perseverança valeu a pena. | ” |

## Composição
"Jeremy" está na tonalidade A, e frequentemente alterna o modo paralelo de maiores e menores. Ela apresenta um uso proeminente do baixo Hamer de 12 cordas de Ament, que é a peça central da parte introdutória e final da música. A canção começa com um solo de baixo, e continua numa melodia calma até o segundo refrão, quando os vocais e guitarras gradualmente começam. No final, os instrumentos começam a ficar gradualmente mais baixos, até o ponto em que só se consegue ouvir a guitarra e o baixo de 12 cordas, como no começo da música. Ambos os instrumentos tocam em uma tonalidade decrescente, terminando com uma única nota.

## Letra
"Jeremy" é baseada em duas histórias reais. A inspiração principal veio de uma matéria de jornal sobre um garoto de 15 anos, Jeremy Wade Delle, nascido em 10 de Fevereiro de 1975, de Richardson, Texas, EUA, que cometeu suicídio com uma arma de fogo na frente de sua turma de Inglês, na Richardson High School, no dia 8 de Janeiro de 1991, pelas 9:45 horas. Em uma entrevista concedida em 2009, Vedder disse que ele sentiu que "precisava pegar aquela pequena notícia de jornal e transformá-la em algo que causasse uma reação, transformar em algo maior."
Delle foi descrito pelos seus colegas de aula como "muito tímido" e era conhecido por sempre aparentar que estava triste. Após chegar atrasado na escola aquela manhã, foi dito a Delle que pegasse uma autorização na direção. Ele saiu da sala e voltou com um revolver .357 Magnum. Delle foi até a frente da classe, anunciou "Senhorita, eu peguei o que tinha ido buscar", colocou o cano da arma na boca, e puxou o gatilho antes que a professora ou alguém de sua turma pudessem fazer alguma coisa. Uma menina chamada Lisa Moore conhecia Jeremy da sala de suspensão: "A gente ficava trocando bilhetes, e ele falava da vida e coisas assim", ela disse. "Ele assinava todo os bilhete com, "Responda". Mas na segunda-feira, ele escreveu, 'Até mais tarde.' Eu não sabia o que pensar daquilo. Mas nunca imaginei que isso fosse acontecer".

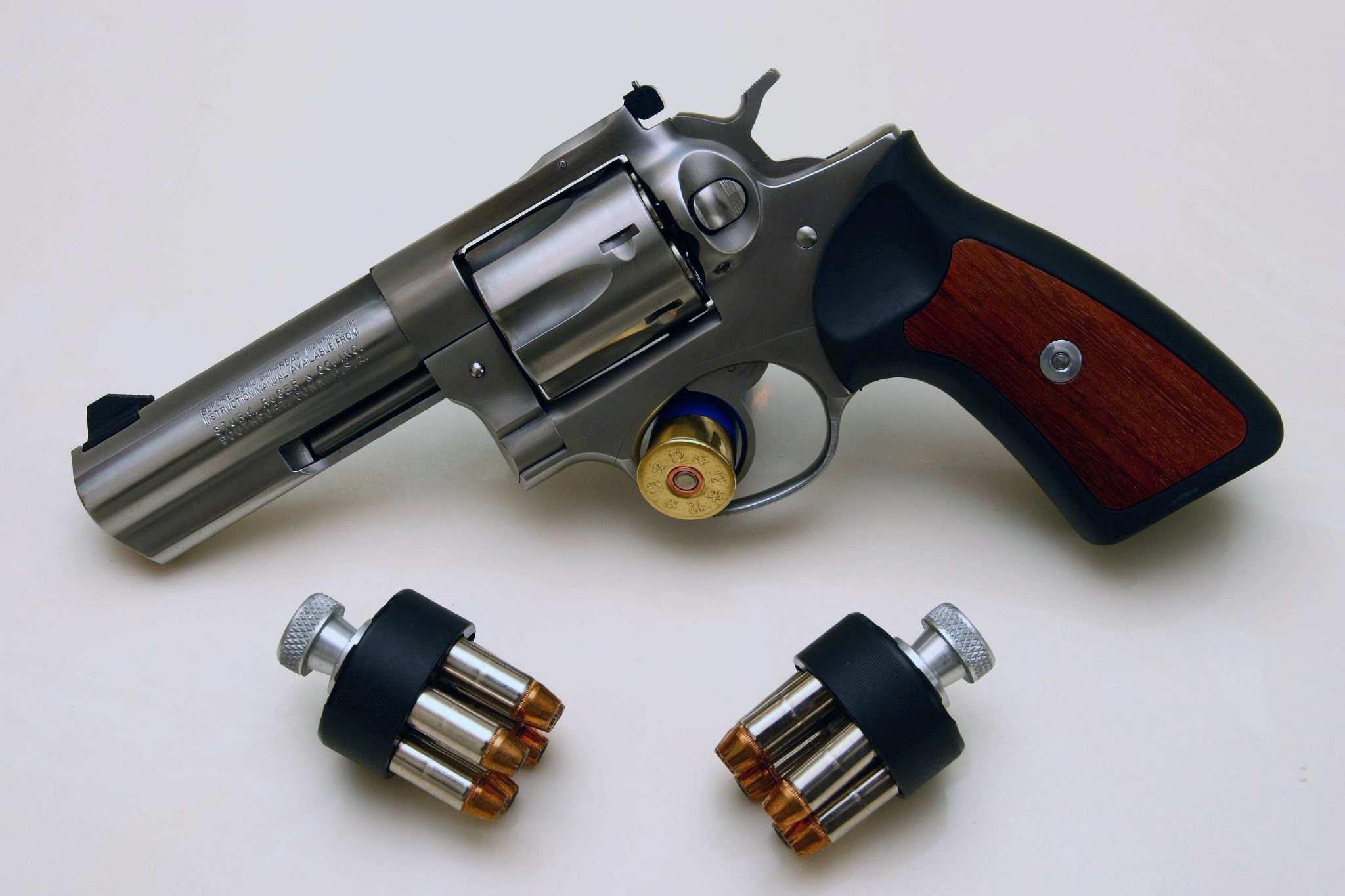
Revolver .357 Magnum, similar ao que o verdadeiro Jeremy usou para se suicidar.

Quando perguntado sobre a música, Vedder explicou:
| “ | Veio de um pequeno parágrafo em um papel, significando que você se mata e faz um sacrifício como forma de vingança. É só o que você vai conseguir, um parágrafo no jornal. Dezessete graus e nublado numa vizinhança suburbana. Esse é o começo do clipe, que é igual ao final do clipe, nada acontece … nada muda. O mundo continua e você se foi. A melhor vingança é viver e provar que você consegue. Seja mais forte que aquelas pessoas. E aí você poderá voltar. | ” |

A outra história na qual a música é baseada, envolve um estudante que Vedder conheceu no ginásio em San Diego, Califórnia. Ele contou mais detalhes em uma entrevista concedida em 1991:
| “ | Quando eu estava no ginásio, em San Diego, Califórnia, eu conheci uma pessoa que fez a mesma coisa, só que ele não se matou, mas acabou dando uns tiros numa turma de oceanografia. Eu me lembro de estar nos corredores e ouvir a respeito, e eu realmente havia implicado com o rapaz no passado. Eu era um quinto-anista bem rebelde e acho que brigamos ou algo assim. Então é um pouco sobre um garoto chamado Jeremy e é também um pouco sobre um garoto chamado Brian que eu conhecia mas não sabia quem era...a música, eu acho que diz muito. Eu acho que chega a algum lugar...e muitas pessoas interpretam de forma diferente e foi só recentemente que comecei a falar a respeito do verdadeiro significado e espero que ninguém se ofenda e acredite em mim, eu penso em Jeremy quando canto. | ” |

## Lançamento e recepção
Enquanto o single de "Jeremy" foi lançado comercialmente nos mercados internacionais em 1992, o single só foi lançado nos Estados Unidos em 27 de Junho de 1995, antes disso só estava disponível nos EUA como versão importada e, por tanto, muito mais cara. "Jeremy" foi lançada como single em 1992, juntamente com as músicas, até então inéditas, "Footsteps" e "Yellow Ledbetter", as quais foram incluídas nas coletâneas Lost Dogs, de 2003, e Rearviewmirror: Greatest Hits 1991-2003. "Jeremy" se tornou o maior sucesso de Ten nas paradas americanas. A música alcançou a quinta posição na parada de rock da Billboard. O single de "Jeremy" recebeu o disco de ouro da RIAA, significando mais de 500.000 cópias vendidas. No Grammy Awards, "Jeremy" foi indicada para o prêmio de "Melhor Música de Rock" e "Melhor Performance de Hard Rock".
Fora dos EUA, o single foi lançado comercialmente na Austrália, Áustria, Brasil, Alemanha, Indonésia, Países Baixos e Reino Unido. No Canadá, a música figurou no top 40. "Jeremy" alcançou o Top 20 no Reino Unido. Ficou na 93º posição na Alemanha, entrou no top 40 da Nova Zelândia, e ficou entre as dez mais na Irlanda.
Segundo Chris True do Allmusic: "Jeremy foi quando a Pearl Jam mania se concretizou e fez com que a banda deixasse de ser uma das "bandas de Seattle" para entrar na realeza do rock". Ele a descreveu como uma "canção clássica" e afirmou que "sem dúvidas é o trabalho mais sincero da banda e o seu maior sucesso". Para Stephen M. Deusner da Pitchfork Media: "'Jeremy' é a maior patada psicodramática Freudiana em um álbum cheio de músicas assim."
Desde março de 2009, é possível baixar "Jeremy" na série de jogos Rock Band, como master track do álbum Ten.

## Reconhecimentos
Informações referentes aos reconhecimentos foram adaptadas, em parte, do Acclaimed Music.
| Publicação    | País           | Reconhecimento                                 | Ano  | Posição | Ref.   |
| Rolling Stone | Estados Unidos | "Os 100 Melhores Videoclipes"                  | 1993 | 36      | [ 15 ] |
| MTV           | Estados Unidos | "100 Melhores Vídeos Já Feitos"                | 1999 | 19      | [ 16 ] |
| Rolling Stone | Estados Unidos | "As 100 Melhores Canções Pop Desde os Beatles" | 2000 | 48      | [ 17 ] |
| Kerrang!      | Reino Unido    | "100 Maiores Singles de Todos os Tempos"       | 2002 | 85      | [ 18 ] |
| VH1           | Estados Unidos | "100 Melhores Canções dos Últimos 25 Anos"     | 2003 | 32      | [ 19 ] |
| VH1           | Estados Unidos | "100 Maiores Canções dos Anos 90"              | 2007 | 11      | [ 20 ] |

## Videoclipe

### Clipe original
Em julho de 1991, Vedder conheceu o fotográfo Chris Cuffaro. Vedder sugeriu à Cuffaro que dirigisse um videoclipe para a banda. Depois de muita insistência de Vedder, a Gravadora Epic autorizou Cuffaro a usar qualquer música do álbum Ten. Ele escolheu "Jeremy", que não era cogitada para ser lançada como single na época. A gravadora acabou se recusando a financiar o clipe, forçando Cuffaro a financiá-lo sozinho.
Cuffaro levantou o dinheiro pegando um empréstimo, vendendo toda a sua mobilia e vendendo metade de sua coleção de guitarras. Primeiro ele filmou várias cenas de um jovem ator, Eric Schubert, interpretando Jeremy. Cuffaro e sua equipe passaram um dia inteiro filmando Schubert fazendo o papel de Jeremy. As cenas com o Pearl Jam foram filmadas em um galpão em Pico Boulevard, na cidade americana de Los Angeles, Califórnia, no dia 4 de outubro de 1991. Uma plataforma giratória foi colocada no centro do set, na qual os membros da banda subiam individualmente para dar a ilusão de que a música estava sendo tocada, enquanto a plataforma era girada manualmente por um dos membros da equipe de Cuffaro. Vedder apareceu com uma fita preta ao redor do braço, em sinal de luto pelo verdadeiro Jeremy.
Para economizar dinheiro, Cuffaro cuidou de toda a pós-produção sozinho. Ele demorou 6 meses para terminar o clipe que, no fim, foi rejeitado pela gravadora. A versão de Cuffaro nunca apareceu na televisão e só sobreviveu em fitas piratas. Atualmente, pode-se vê-la na sua página na internet.

### Vídeo oficial
Quando Cuffaro havia terminado seu videoclipe, a gravadora Epic começou a pensar em lançar "Jeremy" como um single. O direitor Mark Pellington foi colocado a frente do projeto. Pellington afirmou "não sou um grande fã da banda, mas aquela letra me intrigou-Falei com Vedder e realmente saquei a paixão dele". Pellington e Pearl Jam decidiram em Kings Cross, Londres, na Inglaterra, em junho de 1992, que filmariam uma nova versão do clipe de "Jeremy".
Trabalhando com o editor veterano Bruce Ashley, o super-produzido videoclipe de Pellington incorporou novas tecnlogias de edição e sobreposição de sons, imagens paradas, animação e elementos de texto com ação ao vivo para criar um efeito de colagem. O ator Trevor Wilson interpretou o papel de Jeremy. As tomadas de sala-de-aula foram feitas no Bayonne High School, na cidade americana de Nova Jersey. O vídeo também possui vários close-ups de Vedder cantando a música, enquanto os outros membros da banda quase não aparecem. Algumas cenas eram similares as do clipe original, mas em se tratando de tomadas da banda, Pellington se focou em Vedder. Vedder é algo como o narrador do clipe. Ament afirmou:
| “ | Era praticamente uma versão de Mark [Pellington] e Ed [Vedder]. Na verdade, eu acho que o clipe teria sido melhor se a banda nem aparecesse. Foi meio díficil para alguns de nós fazer aquele tipo de vídeoclipe, pois nossos clipes anteriores foram gravados em apresentações ao vivo. | ” |

O vídeo estreou em 1 de agosto de 1992, e rapidamente se tornou um dos vídeo mais tocados na MTV. Michele Romero da Entertainment Weekly descreveu o clipe como um "Afterschool Special do inferno". Segundo ela, "quando Vedder canta "Jeremy falou na aula de hoje", um calafrio congela o seu crânio". O sucesso de "Jeremy" saltou o Pearl Jam para a fama. Pellington afirmou:
| “ | Acho que aquele vídeo aborda algo que sempre esteve por ai e sempre estará. Você sempre vai ter peer pressure (pressão exercida pelos colegas), você sempre vai ter fúria adolescente, você sempre vai ter famílias disfuncionais. | ” |

O vídeo ganhou quatro MTV Video Music Awards em 1993, incluindo o de "Melhor Clipe do Ano", "Melhor Clipe de Banda", "Melhor Clipe de Rock" e o de "Melhor Direção".

#### Resumo do clipe
No vídeo de Pellington, Jeremy é mostrado sendo atormentado pelos colegas na escola, correndo por uma floresta, e gritando com seus pais na mesa de jantar. Jeremy é o único personagem que se move durante o vídeo. A maioria dos outros personagens na vida de Jeremy estão parados. Palavras como "problema", "colega", "inofensivo" e "entediado" frequentemente aparecem na tela. Igualmente, a frase de Genesis 3:6 aparece, a qual se refere à criação do pecado, especificamente quando Eva come da Árvore do Conhecimento e reparte com Adão. Conforme a canção se torna mais densa e frenética, o comportamento de Jeremy se torna mais agitado. Luz Luzes estroboscópicas aumentam a atmosfera de ansiosidade. Jeremy é mostrado parado, braços levantados em V (como descrito no começo da música), em frente a uma parede em chamas. Posteriormente, Jeremy é mostrado embrulhado numa bandeira dos Estados Unidos encarando a câmera cercado de fogo.
A cena final mostra Jeremy entrando ruidosamente na sala de aula, jogando uma maçã na professora e se colocando na frente da classe. Ele tira do bolso uma arma. A arma só aparece na versão não editada do clipe. A versão editada corta a cena para um close-up do rosto de Jeremy enquanto ele bota o cano da arma na boca, fecha os olhos e puxa o gatilho. Depois de flashes de luz, a tela fica preta. A próxima cena mostra a sala-de-aula, os colegas de Jeremy estão cobertos de sangue, absolutamente parados com olhar de terror. Um quadro negro, onde todas as palavras e frases foram riscadas, é mostrado onde Vedder estava cantando.

#### Controvérsia
As restrições da MTV com relação a imagens violentas, impediu que Pellington mostrasse Jeremy colocando a arma na boca e puxando o gatilho no climax do clipe. Ironicamente, os closes ambíguos de Jeremy no final do vídeo, combinados com as expressões dos alunos da sala de aula e a grande quantidade de sangue, fez com que muita gente acreditasse que o Jeremy teria atirado nos colegas, e não em si mesmo.
Pellington pessoalmente refutou essa interpretação do vídeo. Ele afirmou: "Provavelmente a maior frustração que eu já tive foi que, ao final [do clipe "Jeremy"], as pessoas às vezes acham que ele atirou no colegas. Na verdade, aquele é o sangue dele, e, por causa disso, os colegas estão paralisados". Ele havia filmado a cena com Jeremy colocando a arma na boca, mas a filmagem foi editada com um efeito de zoom para a versão da MTV, de forma que a arma não aparecesse. Na cena em que os alunos estão fazendo um juramento, Pellington também havia filmado de forma um pouco diferente. Na versão da MTV, há uma breve cena dos colegas de Jeremy fazendo um gesto que poderia ser Saudação de Bellamy ou uma Saudação Nazista; no vídeo original, essa cena é mais longa.
Depois de "Jeremy", Pearl Jam parou de fazer clipes. "Daqui dez anos", segundo Ament: "Eu não quero que as pessoas se lembrem das nossas canções como vídeos". A banda só lançou outro vídeo em 1998, "Do the Evolution", que é uma animação.
Em 1996, um tiroteio ocorreu no Frontier Junior High School, em Moses Lake, em Washington, que deixou três mortos e quatro feridos. Os advogados de defesa do atirador Barry Loukaitis, alegaram que ele havia sido influenciado pelo vídeo.
Depois do Massacre de Columbine em 1999, os canais MTV e VH1 raramente passam o clipe, e o clipe nunca é mencionado em documentário como I Love the '90s. O vídeo está disponível na internet, em páginas como o YouTube. Ocasionalmente, pode ser visto nos restaurates da rede Hard Rock Cafe. Às vezes o clipe passa nos canais VH1 Classic e MTV Hits, bem como nas madrugadas do canal britânico de música Scuzz. O vídeo foi incluído na lista de 12 clipes mais controvertidos da MuchMusic. A razão se deu graças aos frequentes suicídios e tiroteios em escolas americanas. A cena de Jeremy com a arma na boca não é mostrada. O vídeo também foi incluído na lista da VH1 das "100 Maiores Canções dos Anos 90" na 11ª posição, com várias partes do clipe sendo mostradas, incluindo parte final. A versão não censurada foi mostrada na retrospectiva "Pearl Jam Ten Revisited" na VH1 Classic em 2009 antes do relançamento do álbum, inclusive a cena de Jeremy colocando a arma na boca.

## Performances ao vivo

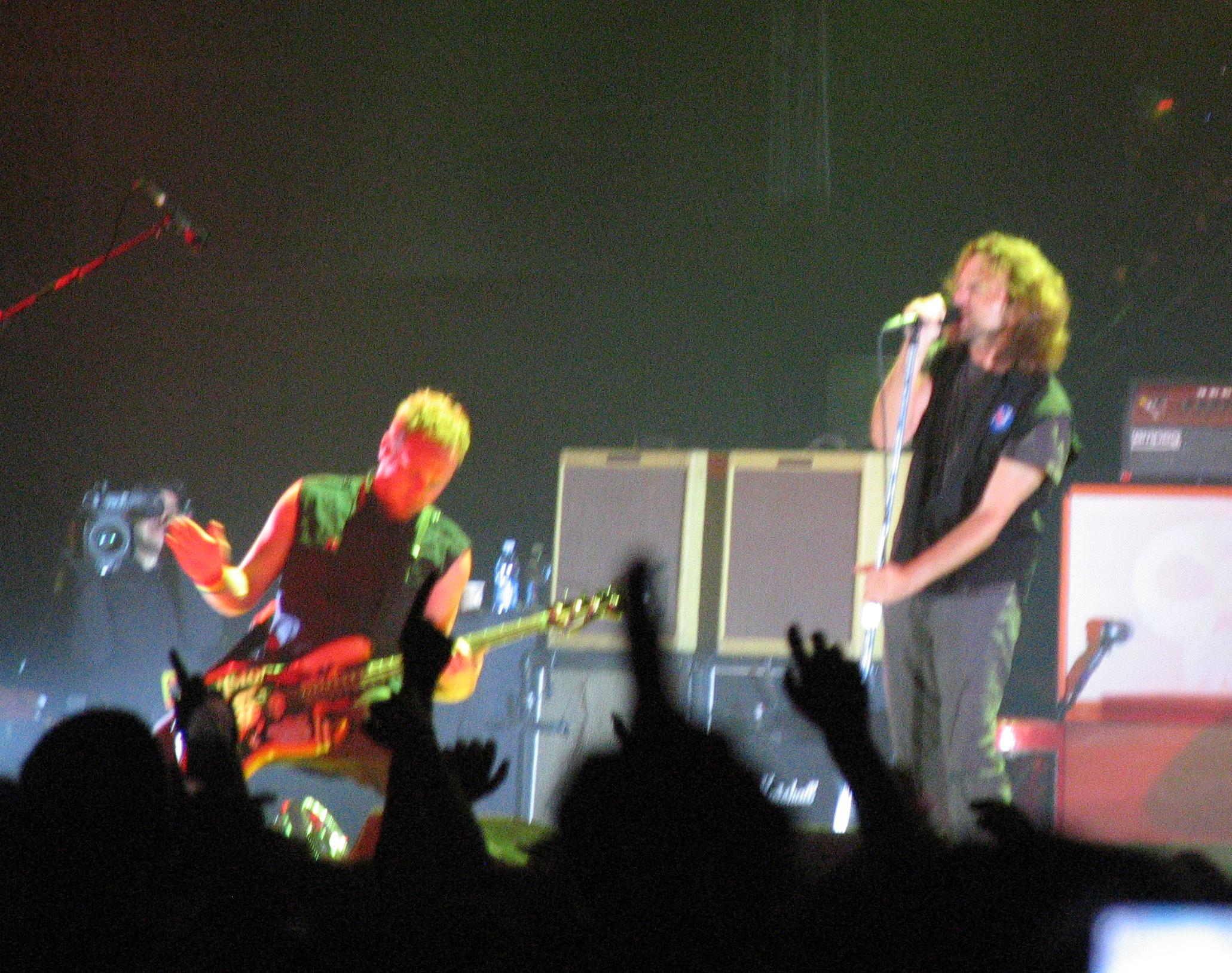
Jeff Ament e Eddie Vedder, em apresentação ao vivo da banda.

"Jeremy" foi tocada ao vivo, pela primeira vez, em um show no Off Ramp Café, na cidade de Seattle, Washington, EUA, em 17 de Maio de 1991. Pearl Jam tocou a canção quando se apresentou no seu Acústico MTV em 1992. Pearl Jam também tocou a canção em sua apresentação no MTV Video Music Awards em 1992. A banda queria tocar a canção "Sonic Reducer" da banda Dead Boys, mas a MTV insistiu que tocassem "Jeremy", tendo em vista que a canção estava fazendo um sucesso estrondoso na época (a música foi lançada após o prazo final para a premição daquele ano). Quase no final da apresentação, Vedder canta o primeiro verso da canção dos Dead Boys, "Eu não preciso... Eu não preciso de papai e mamãe". Performances ao vivo de "Jeremy" podem ser encontradas no single de "Animal", na coletânea "Dissident"/Live in Atlanta, em vários bootlegs oficiais da banda, na coletânea Live at the Gorge 05/06, e no  LP Drop in the Park, incluído na versão Super Deluxe da reedição do álbum Ten. Performances também podem ser vistas nos DVDs Touring Band 2000 e MTV Unplugged, este também incluído na reedição de Ten.

## Faixas
| CD (EUA, AUS, AUT, BR e ALE) e CC (AUS e IDN) |                       |                         |         |  |
| N.º                                           | Título                | Compositor(es)          | Duração |  |
| 1.                                            | "Jeremy"              | Ament, Vedder           | 5:18    |  |
| 2.                                            | "Footsteps" (ao vivo) | Gossard, Vedder         | 3:53    |  |
| 3.                                            | "Yellow Ledbetter"    | Ament, McCready, Vedder | 5:04    |  |

| CD (RU) |                             |                         |         |  |
| N.º     | Título                      | Compositor(es)          | Duração |  |
| 1.      | "Jeremy" (versão do single) | Ament, Vedder           | 4:46    |  |
| 2.      | "Yellow Ledbetter"          | Ament, McCready, Vedder | 5:04    |  |
| 3.      | "Alive" (ao vivo)           | Gossard, Vedder         | 4:55    |  |

| 7" Vinil e CC (RU) |                             |                 |         |  |
| N.º                | Título                      | Compositor(es)  | Duração |  |
| 1.                 | "Jeremy" (versão do single) | Ament, Vedder   | 4:46    |  |
| 2.                 | "Alive" (ao vivo)           | Gossard, Vedder | 4:55    |  |

| 7" Vinil (PB) |                       |                 |         |  |
| N.º           | Título                | Compositor(es)  | Duração |  |
| 1.            | "Jeremy"              | Ament, Vedder   | 5:18    |  |
| 2.            | "Footsteps" (ao vivo) | Gossard, Vedder | 3:53    |  |

| 7" Vinil (EUA) |                             |                 |         |  |
| N.º            | Título                      | Compositor(es)  | Duração |  |
| 1.             | "Jeremy" (versão do single) | Ament, Vedder   | 4:46    |  |
| 2.             | "Alive"                     | Gossard, Vedder | 5:40    |  |

| 12" Vinil (RU) |                             |                 |         |  |
| N.º            | Título                      | Compositor(es)  | Duração |  |
| 1.             | "Jeremy" (versão do single) | Ament, Vedder   | 4:46    |  |
| 2.             | "Footsteps" (ao vivo)       | Gossard, Vedder | 3:53    |  |
| 3.             | "Alive" (ao vivo)           | Gossard, Vedder | 4:55    |  |

## Posição nas paradas
| Ano  | Parada                    | Posição | Ref.   |
| 1992 | US Mainstream Rock Tracks | 5       | [ 31 ] |
| 1992 | US Modern Rock Tracks     | 5       | [ 31 ] |
| 1992 | UK Singles Chart          | 15      | [ 32 ] |
| 1992 | Irish Singles Chart       | 10      | [ 33 ] |
| 1992 | Canadian Singles Chart    | 32      | [ 34 ] |
| 1992 | New Zealand Singles Chart | 34      | [ 35 ] |
| 1992 | Dutch Singles Chart       | 59      | [ 36 ] |
| 1992 | German Singles Chart      | 93      | [ 37 ] |
| 1995 | US Billboard Hot 100      | 79      | [ 31 ] |

## Créditos
- Eddie Vedder - vocal
- Stone Gossard - guitarra
- Mike McCready - guitarra
- Jeff Ament - baixo
- Dave Krusen - bateria

## Versões cover
| Banda             | Álbum                  | Nota |
| MiG Ayesa         | MiG                    |      |
| Smashing Pumpkins | Live Smashing Pumpkins |      |